# 美國戲劇藝術學院
美國戲劇藝術學院（英語：American Academy of Dramatic Arts，簡稱）是一間就讀為期兩年的美國表演藝術學院，位在曼哈頓麥迪遜大道（120街）及洛杉磯北拉布雷亞大道（1336街）的沿海地區。

## 歷史

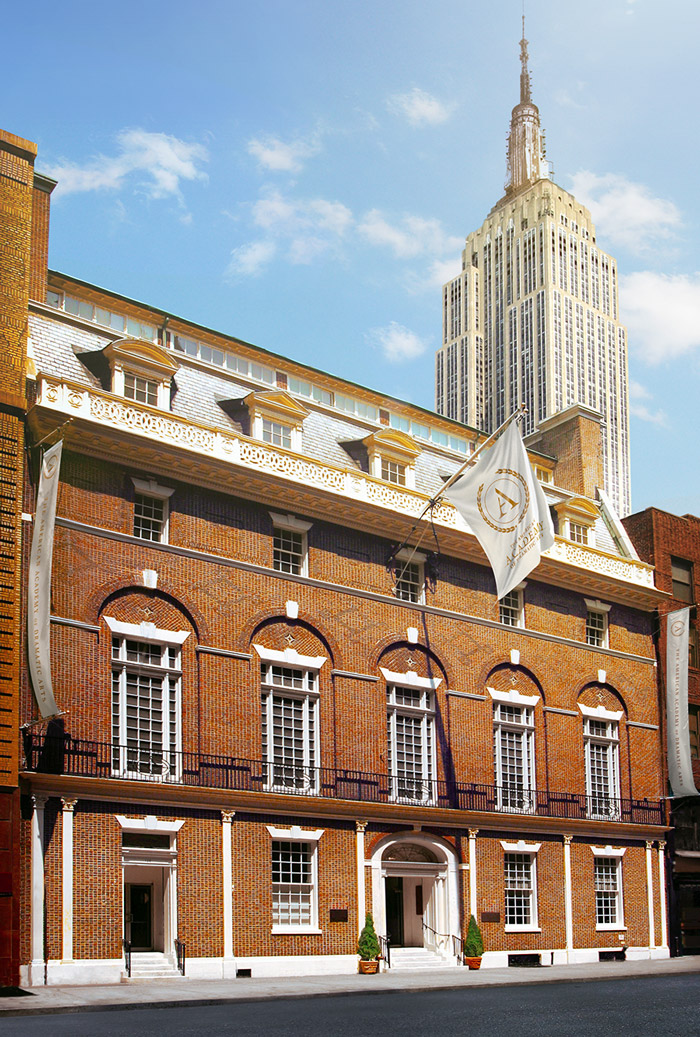
美國藝術戲劇學院的殖民地俱樂部建築

美國藝術戲劇學院為英語系最古老的表演學校，於1884年成立於紐約市，以為劇院的演員提供培訓。該校的前身為公園大道的萊塞姆劇院。1963年，遷移至現今的地點，而成為了當地代表性的建築；是由著名建築師斯坦福·怀特設計，其原型為殖民地俱樂部。

## 課程
該學院只提供兩年制的副學士學位，第二年學期末就會為學生組織试演。

## 外部連結
- 官方网站
- 著名校友 （页面存档备份，存于）